# Михеевская (Тарногский район)
Михеевская — упразднённая деревня в Тарногском районе Вологодской области. Входила в состав Тарногского сельского поселения, с точки зрения административно-территориального деления — в Шевденицкий сельсовет. В 2024 году включена в состав деревни Погоняевская и исключена из учётных данных.

## География
Расстояние до районного центра Тарногского Городка по автодороге — 6 км. Ближайшие населённые пункты — Кремлево, Слуда, Погоняевская, Хом.

## Население
| 2010 |
| ---- |
| 8    |

По переписи 2002 года население — 10 человек.